# بوبي هوتشرسن
بوبي هوتشرسن (بالإنجليزية: Bobby Hutcherson)‏ هو عازف جاز وملحن أمريكي، ولد في 27 يناير 1941 في لوس أنجلوس في الولايات المتحدة، وتوفي في 15 أغسطس 2016 في Montara, California ‏ في الولايات المتحدة بسبب نفاخ رئوي.

## وصلات خارجية
- بوبي هوتشرسن على موقع IMDb (الإنجليزية)
- بوبي هوتشرسن على موقع ميوزك برينز (الإنجليزية)
- بوبي هوتشرسن على موقع أول ميوزيك (الإنجليزية)
- بوبي هوتشرسن على موقع ديسكوغز (الإنجليزية)
- بوبي هوتشرسن على موقع قاعدة بيانات الفيلم (الإنجليزية)